# JAXA
L'Agenzia spaziale per esplorazione giapponese (宇宙航空研究開発機構?, Uchū-Kōkū-Kenkyū-Kaihatsu-Kikō) (in inglese: Japan Aerospace eXploration Agency, in sigla JAXA) è l'agenzia governativa giapponese che si occupa dell'esplorazione spaziale. 
JAXA è responsabile per la ricerca, lo sviluppo tecnologico e il lancio di satelliti in orbita, oltre allo sviluppo di missioni avanzate come l'esplorazione di asteroidi e l'esplorazione umana della Luna. Lo slogan è Explore to Realize.

## Storia
Il 1 ottobre 2003 vennero unite tre organizzazioni esistenti per formare la nascente JAXA: l'Istituto dello Spazio e delle Scienze Astronautiche (ISAS), il Laboratorio Nazionale Aerospaziale del Giappone (NAL) e l'Agenzia Nazionale per lo Sviluppo Spaziale del Giappone (NASDA). JAXA è stata fondata come una istituzione amministrativa indipendente gestita dal Ministero dell'Educazione, della Cultura, dello Sport, della Scienza e della Tecnologia (MEXT) e dal Ministero degli Affari Interni e delle Comunicazioni.
Prima della sua creazione, la ricerca planetaria e dello spazio era responsabilità di ISAS, mentre la ricerca aeronautica era affidata a NAL. La NASDA, fondata il 1 ottobre 1969, sviluppò lanciatori, satelliti e il modulo Japanese Experiment Module, oltre ad addestrare gli astronauti giapponesi che parteciparono alle missioni dello Space Shuttle. Nel 2016 è stato creato il National Space Policy Secretariat (NSPS).
Nel 2012 una nuova legge ha esteso le competenze di JAXA includendo anche lo sviluppo spaziale militare, come un early warning system per i missili. Il controllo politico è passato dal MEXT all'ufficio del gabinetto del primo ministro attraverso il nuovo Space Strategy Office
JAXA è formata dalle seguenti organizzazioni:
- Direttorato per le tecnologie spaziali I
- Direttorato per le tecnologie spaziali II
- Direttorato per le tecnologie del volo spaziale umano[9]
- Direttorato per la ricerca e lo sviluppo[10]
- Direttorato per le tecnologie aeronautiche[11]
- Istituto dello Spazio e delle Scienze Astronautiche[12] (ISAS)
- Centro per l'innovazione dell'esplorazione spaziale[13]

## Lanciatori
Il primo satellite giapponese Ōsumi è stato lanciato nel 1970 tramite un razzo Lambda 4. La serie di lanciatori Lambda è stata sviluppata dall'Istituto di Scienze Industriali dell'Università di Tokyo, dall'Istituto dello Spazio e delle Scienze Astronautiche e dall'azienda Prince. Il primo lancio (sperimentale) di un razzo Lambda fu effettuato nel 1963; l'ultimo nel 1977. Il razzo Lambda è stato sviluppato in diverse versioni, tutte alimentate da propellente solido.
Nel 1966 è stato impiegato per la prima volta un razzo della serie Mu, un lanciatore Mu-1 che ha compiuto un volo di test sub orbitale. Di seguito sono state sviluppate delle evoluzioni chiamate Mu-3 e Mu-4. La prima generazione di razzi Mu per lanci orbitali è stata la versione M-4S, ed è stata impiegata per il lancio del satellite Tansei 1 a febbraio 1971 e successivamente Shinsei e Denpa a settembre 1971 e agosto 1972. Il carico utile che era trasportabile in orbita terrestre bassa era di 180 kg.. A partire dal 1974 è stato sostituito prima dal modello Mu-3C, la seconda generazione del lanciatore, a tre stadi. È stato impiegato per lanciare i satelliti Tansei 2, Taiyo e Hakucho tra il 1974 e il 1979, e dopo dal modello Mu-3H, di terza generazione, possedeva un primo stadio maggiorato per aumentare la massa del carico utile, portata a 300 kg. È stato utilizzato per i satelliti Tansei 3, Kyokko e Jikiken tra il 1977 e il 1978. A partire dal 1980 è stata introdotta la versione Mu-3S, di quarta generazione, con un nuovo controllo vettoriale di spinta. Ha compiuto quattro lanci, fino al 1984, mentre dal 1985 al 1995 sono stati effettuate otto missioni con il successore Mu-3S II. Quest'ultimo impiegava lo stesso primo stadio dell'M-3S e nuovi stadi superiori, aumentando la capacità di trasporto in orbita bassa terrestre a 770 kg.
L'ultima evoluzione della serie Mu è stata il Mu-5, o M-V, che ha volato per la prima volta nel 1997 portando in orbita il satellite Haruka (MUSES-B). L'ultimo lancio è avvenuto nel 2006 per il satellite Hinoda (SOLAR-B). Di sette lanci, sei hanno avuto successo. 
Normalmente l'M-V è stato impiegato in una configurazione a tre stati, ma per alcune missioni come il satellite Haruka nel 1997 e le sonde Nozomi (PLANET-B) nel 1998 e Hayabusa (MUSES-C) nel 2003, è stata usata una versione a quattro stadi chiamata M-V KM. L'ultimo lancio è stato effettuato nel 2006 per la sonda Hinode.
Il lanciatore N-I era derivato dallo statunitense Thor-Delta, prodotto in Giappone tramite licenza. Il primo stadio era un razzo di tipo Thor, mentre il secondo stadio era spinto da un propulsore LE-3 prodotto da Mitsubishi Heavy Industries; vi era anche uno stadio superiore opzionale Star. I rocket booster erano dei propulsori Castor. Tra il 1975 e il 1983 ha compiuto sette lanci, di cui sei con successo, prima di essere sostituito dalla versione N-II. 
Anche quest'ultimo era derivato dal lanciatore Delta e prodotto tramite licenza. Il primo stadio era uguale a quello dell'N-I, e il secondo stadio era un Delta-F, con nove propulsori Castor come rocket boosters. Tutti gli otto lanci effettuati tra il 1981 e il 1987 hanno avuto successo.

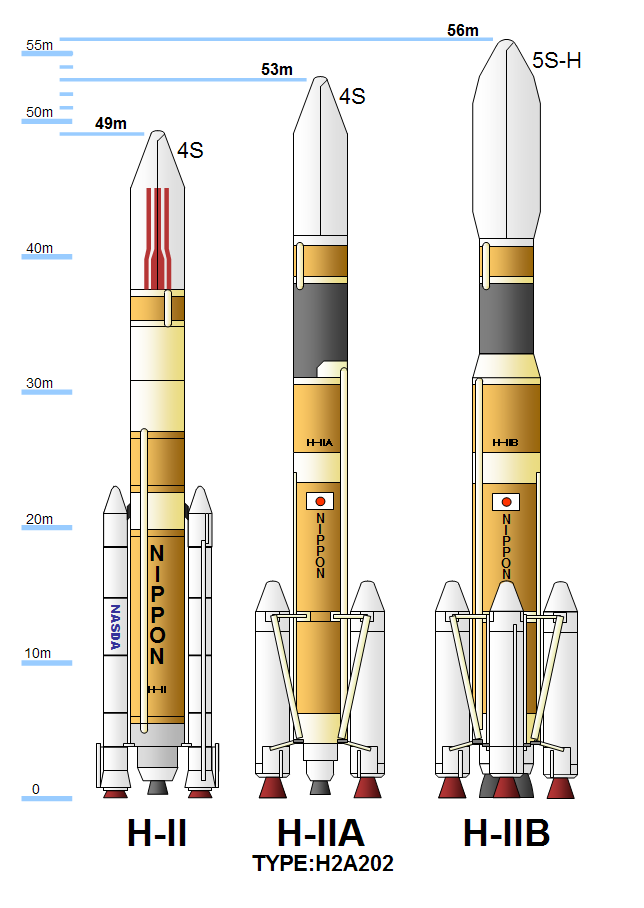
Comparazione tra i lanciatori H-II, H-IIA e H-IIB

H-I era un lanciatore a propellente liquido, ed era composto da un Thor-ELT come primo stadio, prodotto tramite licenza, un secondo stadio che impiegava un propulsore LE-5, il primo sviluppato in Giappone ad impiegare propellente criogenico. È stato usato per nove lanci, tra il 1986 e il 1992. Per le missioni in orbite di trasferimento geosincrone era utilizzato un terzo stadio con propulsore UM-69A prodotto dalla Nissan. In base alla massa del carico utile erano presenti sei o nove rocket booster Castor 2.
Nel 1994 è stato impiegato per la prima volta un lanciatore H-II, sviluppato da NASDA per incrementare la massa del carico utile. È stato il primo razzo a propellente liquido a due stadi interamente sviluppato in Giappone e ha svolto sette missioni, di cui cinque con successo. Il primo stadio ha un propulsore LE-7 ad ossigeno/idrogeno liquidi, mentre il secondo stadio un propulsore LE-5A. La sua evoluzione H-IIB, sviluppata dall'agenzia spaziale giapponese e da Mitsubishi Heavy Industries, ha lanciato le missioni della navetta senza equipaggio H-II Transfer Vehicle (HTV), per il rifornimento della Stazione spaziale internazionale. Il carico utile era di 8000 kg in orbita di trasferimento geostazionaria e di 16500 kg quando trasportava l'HTV. L'H-IIB ha compiuto la sua ultima missione nel 2020.
Il lanciatore H-IIA era un'altra evoluzione dell'H-II. Il lancio inaugurale è avvenuto ad agosto 2001. Possedeva due stadi, il primo costituito da due propulsori LE-7A mentre il secondo stadio aveva un motore LE-5B. Il carico utile era di 10000 kg in orbita terrestre bassa, e 4000 kg in orbita geostazionaria.
Dal 2013 è iniziato lo sviluppo del futuro lanciatore H3. Il primo stadio utilizza due o tre propulsori LE-9, e il secondo stadio un motore LE-5B-3. Possono essere utilizzati, a seconda delle versioni, due o quattro rocket booster aggiuntivi. Le versioni previste sono H3-30 (tre propulsori nel primo stazione e senza rocket booster), H3-22 (due propulsori al primo stadio e due rocket booster) ed infine H3-24 (due propulsori al primo stadio e quattro rocket booster). Il carico utile in orbita di trasferimento geostazionaria è di 6,5 t. Il volo inaugurale è avvenuto il 7 marzo 2023 con il lancio del satellite ALOS-3, ma un guasto al secondo stadio ha causato il fallimento della missione.
Il lanciatore Epsilon ha sfruttato le tecnologie esistenti impiegate nell'H-IIA e nell'M-V per poter diminuire i tempi e i costi di sviluppo. La capacità di lancio in orbita terrestre bassa è di 1200 kg, ed impiega un primo stadio a propellente solido basato sui rocket booster dell'H-IIA, mentre il secondo e terzo stadio sono basati sull'M-V. Il volo inaugurale, a settembre 2013, ha portato in orbita il telescopio satellitare Hisaki.

## Missioni con equipaggio

### Storia
Il primo cittadino giapponese a volare nello spazio è stato Toyohiro Akiyama, un giornalista che ha volato nella Sojuz TM-11 sovietica nel dicembre 1990 sponsorizzato dalla TBS. Ha trascorso più di sette giorni nella stazione spaziale Mir, in quello che i sovietici avevano annunciato come il loro primo volo spaziale commerciale, venduto ad un prezzo di 14 milioni di dollari.

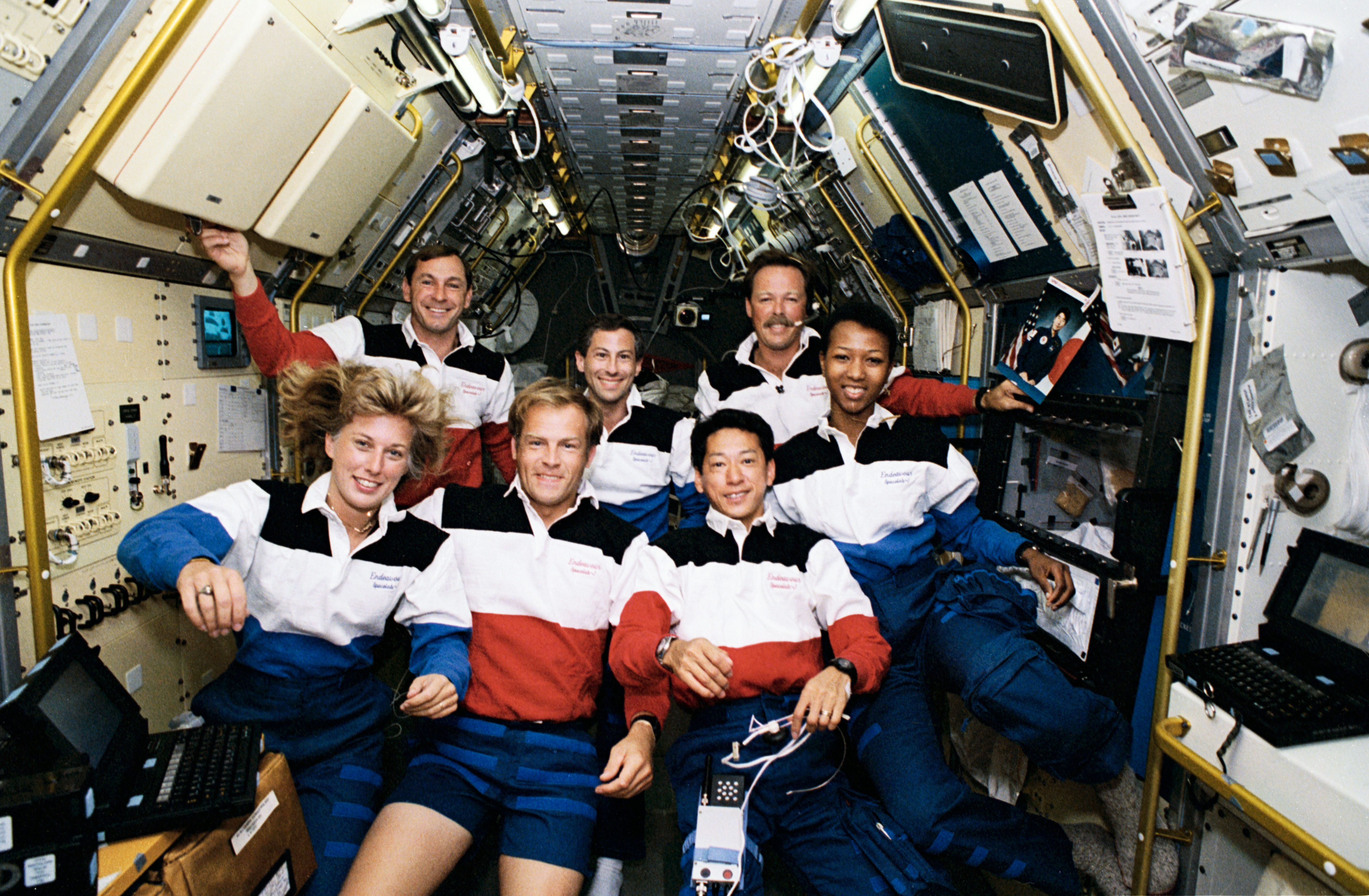
L'equipaggio della missione STS-47 all'interno dello Spacelab-J

Il Giappone partecipa ai programmi con equipaggio statunitensi e internazionali nella navette Sojuz e Crew Dragon sulla Stazione Spaziale Internazionale. L'agenzia nazionale per lo sviluppo spaziale NASDA ha contribuito a finanziare a settembre 1992 la missione STS-47 in cui ha partecipato il primo astronauta nipponico Mamoru Mohri in qualità di specialista di missione per lo Spacelab-J.

### Stazione Spaziale Internazionale

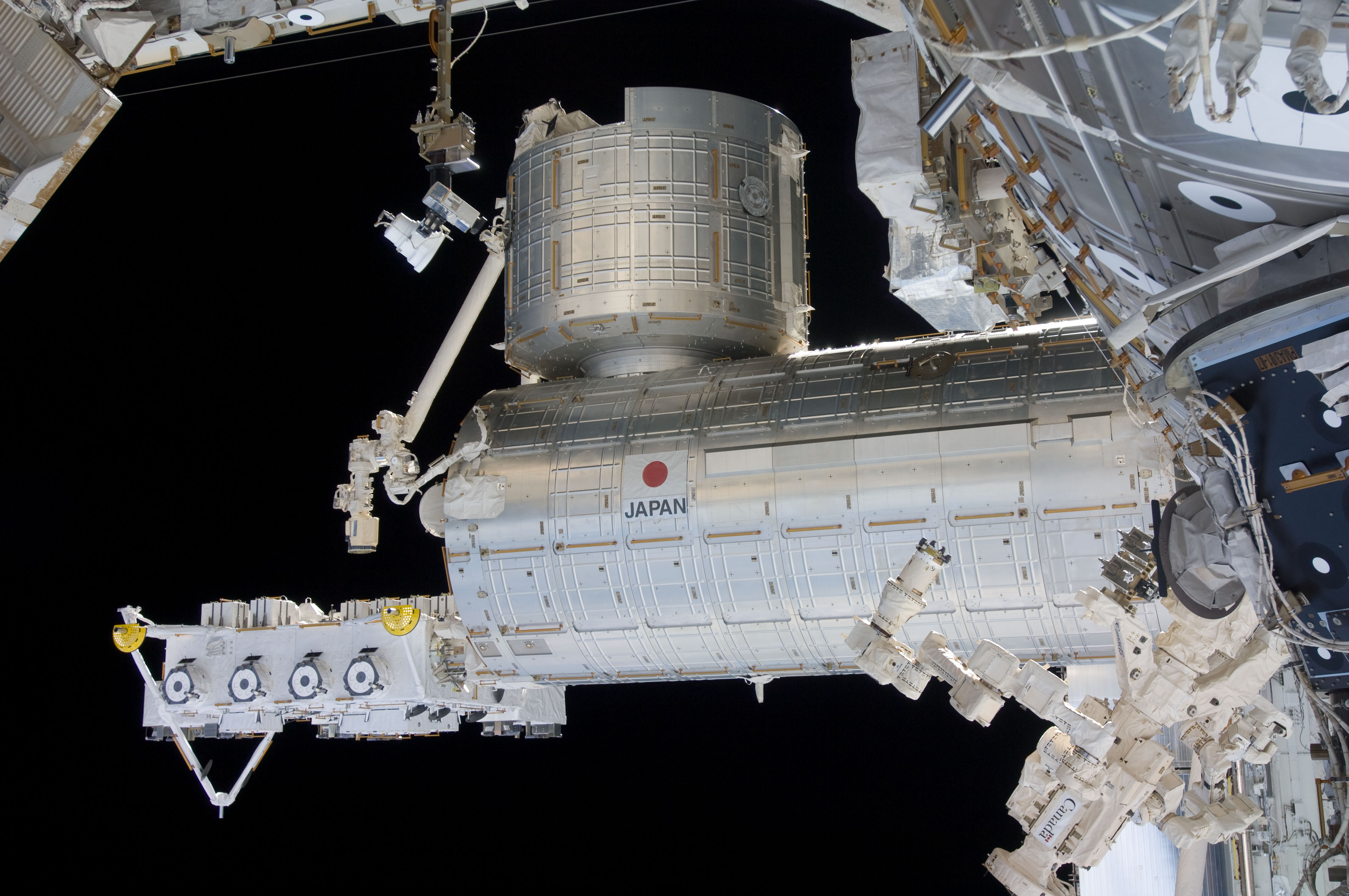
Il Japanese Experiment Module completato ripreso dallo Space Shuttle Endeavour nella missione STS-127

Il principale contributo dell'agenzia spaziale giapponese al progetto della Stazione Spaziale Internazionale è costituito dal Japanese Experiment Module, chiamato laboratorio Kibo. Il laboratorio spaziale è il più grande componente della stazione ed è composto da cinque parti. Il Pressurized Module (PM) è il modulo primario e al suo interno gli astronauti conducono diversi esperimenti. Ad una estremità si trova un boccaporto che collega all'Exposed Facility. Quest'ultimo è una piattaforma che permette di esporre allo spazio esterno gli esperimenti. Ad esempio attraverso la serie di esperimenti chiamata Materials International Space Station Experiment (MISSE) si studiano gli effetti a lungo termine dell'ambiente spaziale su diversi materiali come polimeri, materiali compositi ma anche semi, spore e batteri per valutare la loro resistenza. I materiali sono trasferiti dall'Exposed Facility tramite il Remote Manipulator System, un braccio robotico lungo 10 metri. Il Logistic Module è diviso in una parte pressurizzata, utilizzata come deposito per gli esperimenti e per componenti di ricambio, e una parte non pressurizzata, utilizzata per trasferire materiali allo Space Shuttle, quando il programma era attivo.
L'installazione del Japanese Experiment Module sulla Stazione Spaziale ha richiesto tre missioni dello Space Shuttle.

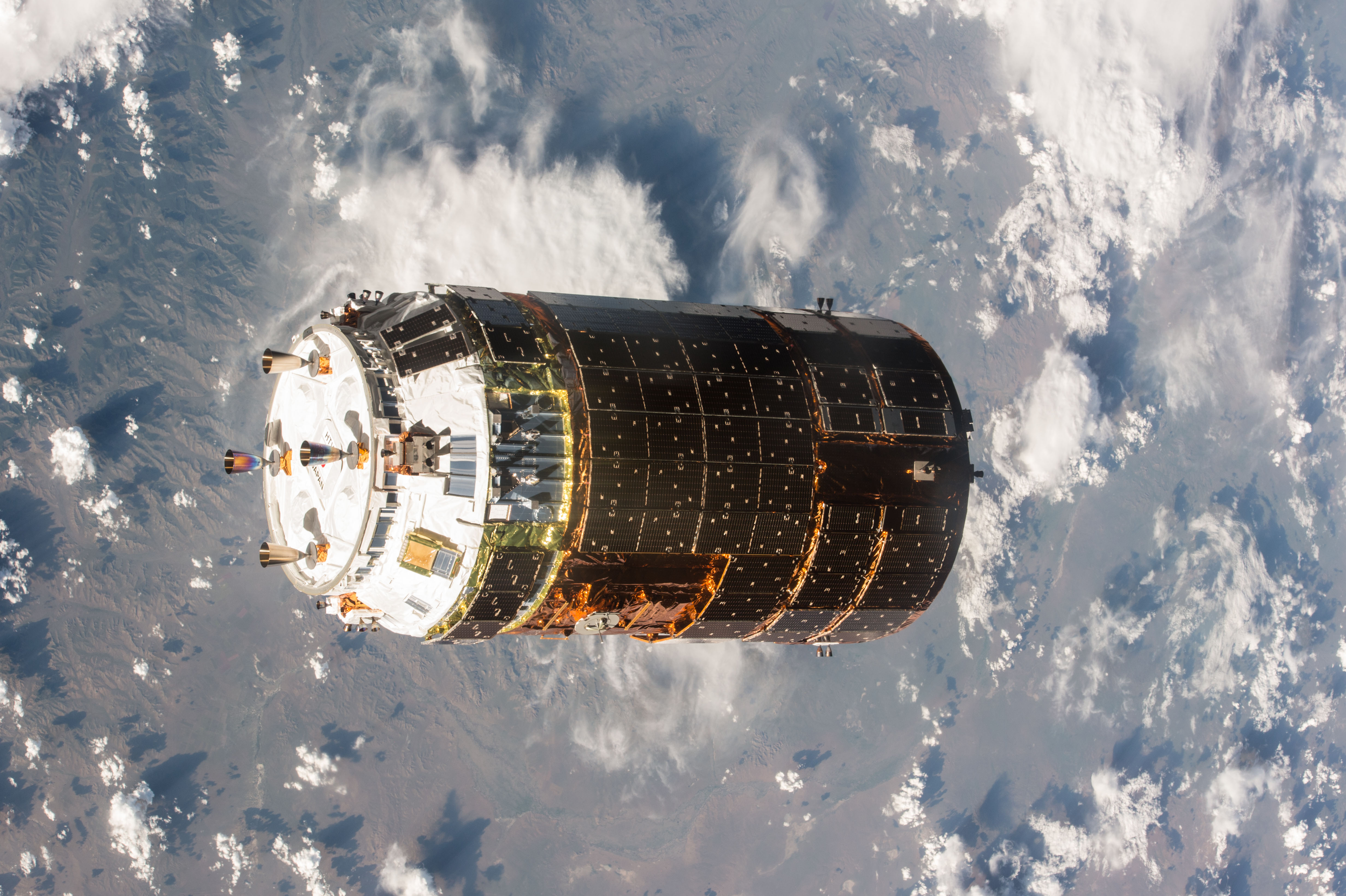
L'HTV in avvicinamento alla Stazione spaziale internazionale

JAXA ha sviluppato inoltre l'H-II Transfer Vehicle (HTV), una navetta senza equipaggio e non riutilizzabile per il trasporto di rifornimenti e materiali al laboratorio Kibo. Lunga 10 m e con un diametro di 4,4 m, era in grado di trasportare 6000 kg di carico utile, di cui 5200 kg pressurizzati. Una volta giunta la navetta alla stazione, gli astronauti trasferivano i materiali a bordo, e la caricavano con rifiuti. Successivamente l'HTV veniva sganciata e fatta precipitare nell'Oceano Pacifico. La prima navetta, HTV-1 è stata lanciata il 10 settembre 2009 tramite l'H-IIB e l'ultima, HTV-9, è giunta sulla stazione il 25 maggio 2020.
Il New Space-Station Resupply Vehicle, chiamato HTV-X è una evoluzione della navetta HTV, il cui primo lancio è previsto nel 2025, ed avrà il compito di trasportare rifornimenti alla stazione con costi inferiori e una capacità di carico pari a 4070 kg nel compartimento pressurizzato e 1750 kg in quello non pressurizzato.

### Esplorazione umana
JAXA partecipa assieme ad ESA e CSA al programma Artemis. L'agenzia giapponese contribuirà con dei componenti al Gateway, un avamposto orbitante che fornirà supporto alle missioni lunari e alle future esplorazioni oltre la Luna. Il Gateway costituirà un punto di rendezvous per gli astronauti in viaggio verso la superficie lunare. 
L'agenzia giapponese svilupperà i sistemi di controllo ambientale e di supporto vitale dell'International Habitation Module (I-Hab), il componente principale.

### Astronauti
Gli attuali astronauti attivi dell'agenzia spaziale giapponese sono:
- Koichi Wakata
- Satoshi Furukawa
- Akihiko Hoshide
- Kimiya Yui
- Takuya Onishi
- Norishige Kanai

Koichi Wakata è diventato il primo comandante giapponese della Stazione Spaziale il 9 marzo 2014.

## Esplorazione planetaria

### Storia
Sakigake (MS-T5) è stata la prima sonda interplanetaria nipponica, e la prima sonda lanciata nello spazio profondo da una nazione che non fosse gli Stati Uniti o l'Unione Sovietica. Sviluppata dall'Istituto dello spazio e delle scienze astronautiche, appartenente all'agenzia nazionale per lo sviluppo spaziale, è stata lanciata a gennaio 1985. I suoi obiettivi erano il test delle performance dell'allora nuovo lanciatore Mu-3S II, osservare il mezzo interplanetario e il campo magnetico interplanetario, ed raccogliere dati dalla cometa di Halley tramite un flyby avvenuto a marzo 1986.
Qualche mese dopo è stata lanciata la successiva missione Suisei (PLANET-A), anch'essa per lo studio di Halley. La sonda era identica a Sakigake, ma era equipaggiata con un camera ad ultravioletti e uno strumento per la misurazione del vento solare.
Hiten (MUSES-A) è stata la prima sonda lunare giapponese, lanciata a gennaio 1990 e posta su un'orbita altamente ellittica attorno alla Terra che ha permesso dei flyby lunari. Al primo passaggio, la sonda ha lanciato un piccolo orbiter di nome Hagoromo. Quest'ultimo ha tuttavia avuto un malfunzionamento. Hiten ha completato la sua missioni effettuando dieci flyby lunari e sperimentando manovre di aerofrenaggio durante i passaggi in vicinanza della Terra.
Nel 1998 è stata lanciato tramite l'allora nuovo lanciatore M-V il primo orbiter marziano giapponese, chiamato Nozomi (PLANET-B). Gli strumenti scientifici di bordo avrebbero misurato la struttura, la composizione e le dinamiche della ionosfera, gli effetti del vento solare, la magnetosfera del pianeta e le polveri presenti nell'atmosfera. Giunto a dicembre 2003 su Marte, ha fallito l'inserimento in orbita.

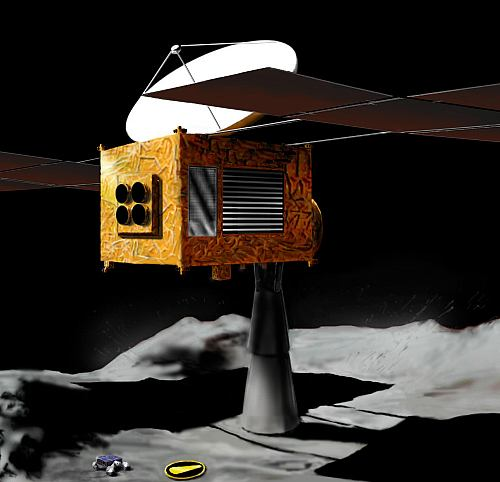
Raffigurazione artistica della sonda Hayabusa mentre preleva dei campioni dall'asteroide 25143 Itokawa

La sonda Hayabusa (MUSES-C) aveva l'obiettivo di riportare dei campioni dall'asteroide near-Earth 25143 Itokawa perché fossero analizzati nei laboratori a Terra. Lanciata a maggio 2003 con il lanciatore M-V, ha raggiunto l'asteroide a settembre 2005. Dopo una prima fase di osservazioni delle caratteristiche dell'asteroide, come forma, rotazione, topografia, composizione e densità, è atterrata a novembre. Ha raccolto con successo campioni che sono stati riportati a Terra a giugno 2010. La sonda trasportava anche un piccolo rover chiamato MINERVA che non ha raggiunto la superficie.

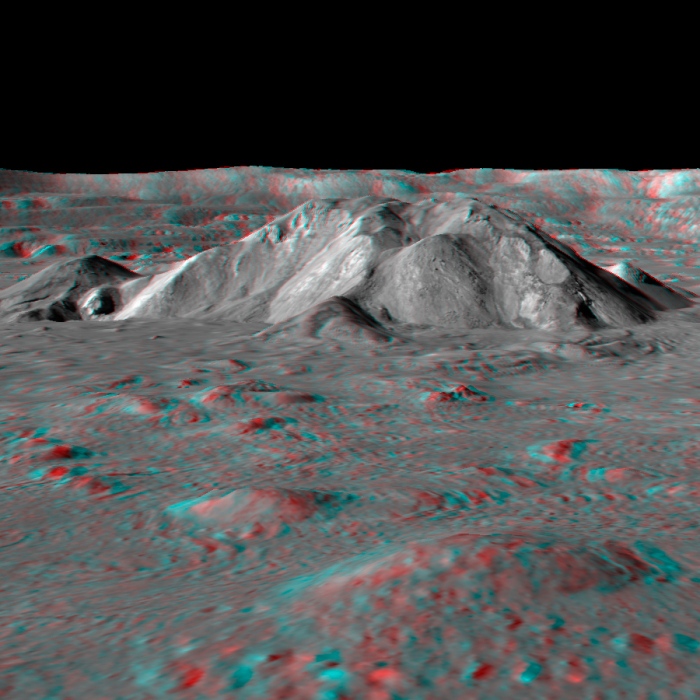
Stereogramma del cratere Tycho ripresa dalla sonda Kaguya (SELENE)

Kaguya (SELENE) era il secondo orbiter lunare dopo Hiten. Sviluppato da ISAS e NASDA è stato lanciato a settembre 2007 tramite un H-IIA. La sonda è rimasta in orbita per un anno e otto mesi, raccogliendo dati topografici della superficie, misurando con precisione il campo gravitazionale attraverso un piccolo satellite chiamato Ouna. Inoltre ha fornito la prima osservazione ottica dettagliata del cratere Shackleton situato nel polo sud. Al termine della missione della sonda è stata fatta deliberatamente impattare sul cratere Gill a giugno 2009.
Shin'en (UNITEC-1) era un CubeSat con il scopo di effettuare un flyby di Venere. Sviluppata dal consorzio UNITEC di 20 università giapponesi, è stata lanciata a maggio 2010 tramite un lanciatore H-IIA. Poco dopo il lancio si sono persi i contatti.
La Proximate Object Close flyby with Optical Navigation (PROCYON) era una sonda per il flyby dell'asteroide near-Earth (185851) 2000 DP107107. Sviluppata con la collaborazione dell'Università di Tokyo, è stata lanciata a dicembre 2014 assieme alla sonda Hayabusa 2. Dopo essersi separata dal lanciatore, è entrata in orbita eliocentrica. A febbraio 2015 ha attivato il suo propulsore ionico per correggere l'orbita in modo da effettuare un flyby terrestre e dirigersi verso l'asteroide. Il propulsore tuttavia ha avuto un malfunzionamento. La sonda ha comunque osservato la linea Lyman-alfa della cometa 67P/Churyumov-Gerasimenko per determinare la struttura della sua chioma.

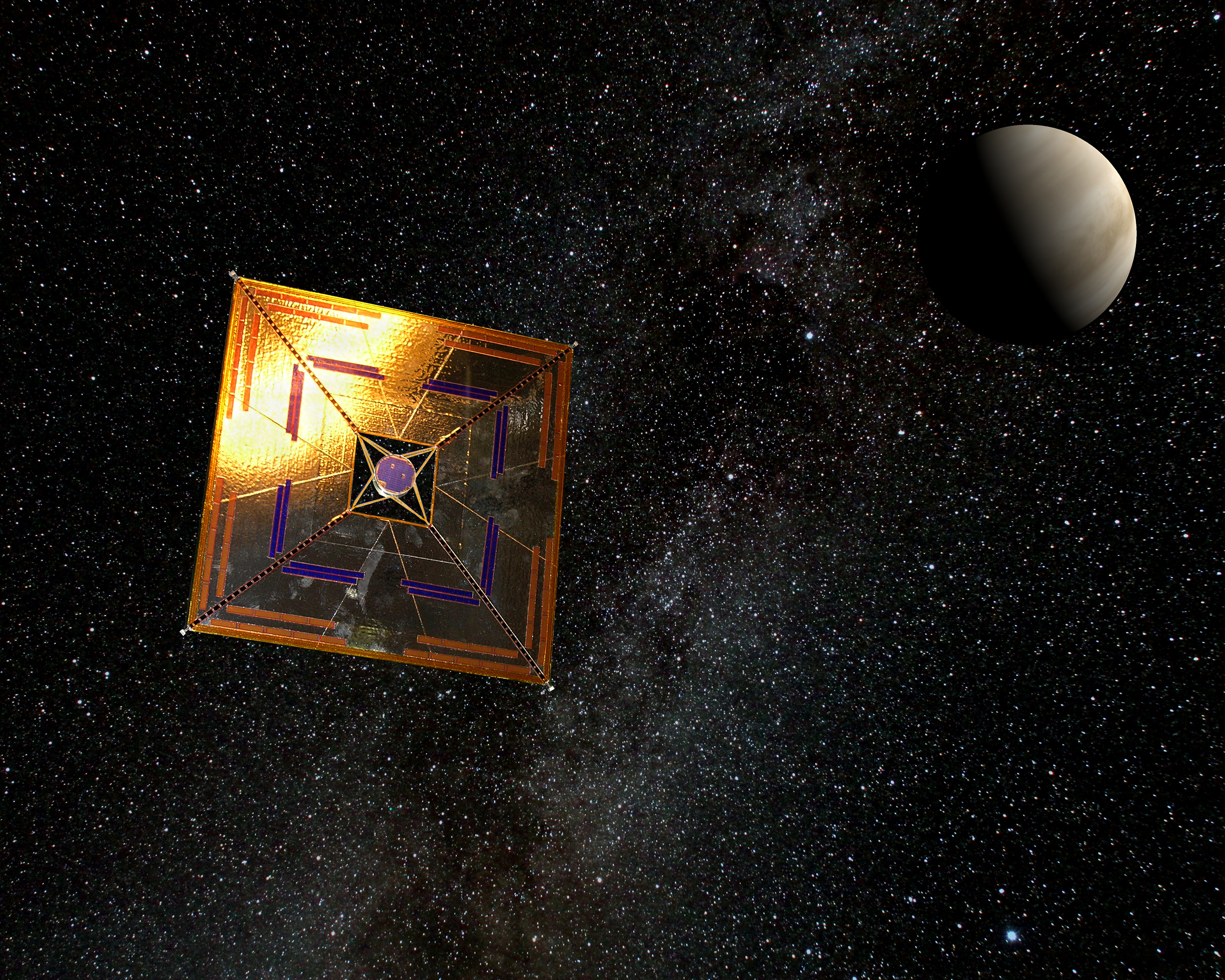
Raffigurazione artistica della sonda IKAROS

IKAROS è stata una sonda sperimentale, la prima ad utilizzare una vela solare come mezzo di propulsione. È stata lanciata assieme all'orbiter Akatsuki a maggio 2010. A luglio è stato confermato che la sonda stava accelerando tramite la vela solare di forma quadrata con una superficie totale di 196 m². Successivamente il controllo missione ha confermato il controllo di assetto tramite la modifica dinamica della riflettività di 80 piccoli pannelli a cristalli liquidi situati sul bordo della vela. IKAROS ha misurato alcune caratteristiche dello spazio interplanetario, come le polveri cosmiche, il vento solare e i lampi gamma. A dicembre 2010 ha effettuato il flyby di Venere, completando la missione primaria. La sonda è stata posta in ibernazione, e riattivata negli anni successivi. L'ultimo contatto, avvenuto a giugno 2015, ha confermato che si trova in un'orbita eliocentrica a 130 milioni di km dal Sole.
Hakuto-R Mission 1 era la prima missione commerciale lunare, costituita dal lander chiamato Series 1 Lander dell'azienda giapponese ispace e dal rover Rashid, sviluppato dal centro spaziale Mohammed Bin Rashid degli Emirati Arabi Uniti, con il contributo dell'agenzia spaziale europea. La missione, che aveva lo scopo di dimostrare la fattibilità delle tecnologie impiegate, è stata lanciata l'11 dicembre 2022 da un Falcon 9. Il sito di atterraggio scelto era il cratere Atlas nella regione Mare Frigoris. Il velivolo, entrato in orbita lunare a marzo 2023, ha iniziato la fase di discesa il 25 aprile. Poco prima del previsto allunaggio si sono tuttavia persi i contatti con il lander che, a seguito di un malfunzionamento, si è schiantato sulla superficie lunare.

### Missioni in corso

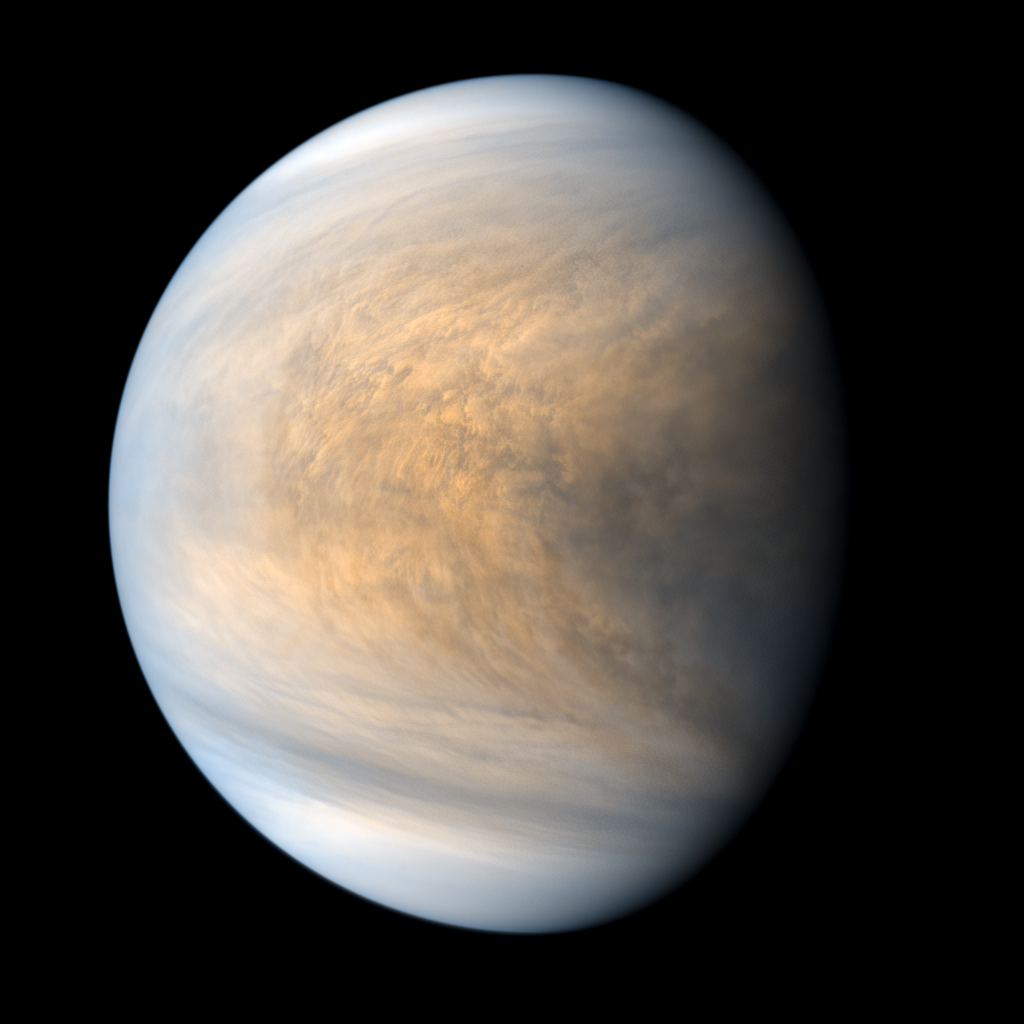
Il pianeta Venere in banda ultravioletta ripreso dalla sonda Akatsuki

La sonda Akatsuki (PLANET-C), un orbiter del pianeta Venere, è la prima missione di esplorazione fin dalla missione fallita della sonda Nozomi. Lanciata a maggio 2010 con un lanciatore H-IIA, era previsto l'inserimento orbitale a dicembre 2010. Un malfunzionamento di una valvola ha accorciato il periodo di accensione dei propulsori, e la sonda ha fallito la manovra orbitale. Il controllo missione ha comunque deciso di compiere un nuovo tentativo a dicembre 2015. Dopo una serie di correzioni della traiettoria compiute tra luglio e settembre 2015, la sonda è entrata con successo in orbita attorno al pianeta. A partire da maggio 2016 ha iniziato la missione, della durata di due anni. Ad aprile 2018 la missione primaria è stata estesa. 
Le immagini riprese hanno rivelato nella regione media delle nubi, compresa tra 45 e 60 km di altezza, un fenomeno analogo a quello delle correnti a getto. Gli scienziati hanno chiamato questo fenomeno Jet equatoriale venusiano. I risultati scientifici sulla morfologia e sui venti di questa regione sono stati pubblicati nel 2019, assieme a mappe tridimensionali della struttura atmosferica, con dati sulla pressione, la temperatura, la densità del vapore di acido solforico e la densità della ionosfera.
Hayabusa 2, come la precedente Hayabusa, è una sonda impiegata per riportare a Terra campioni da un asteroide. Lanciata a dicembre 2014, ha raggiunto l'asteroide near-Earth 162173 Ryugu a giugno 2018. Ha compiuto osservazioni per un anno e mezzo, raccogliendo campioni dalla superficie che sono giunti sulla Terra a dicembre 2020. 
La sonda conteneva quattro piccoli rover per lo studio della superficie. I primi due, chiamati HIBOU (Rover-1A) e OWL (Rover-1B) sono atterrati su Ryugu a settembre 2018. Hanno ripreso immagini e video della superficie, operando rispettivamente per 36 giorni e 3 giorni terrestri. Il terzo rover chiamato Mobile Asteroid Surface Scout (MASCOT) è stato sviluppato in collaborazione con l'agenzia spaziale tedesca DLR e l'agenzia spaziale francese CNES ed è atterrato a ottobre dello stesso anno. L'ultimo rover, chiamato MINERVA-II-2 (Rover-2) ha avuto un malfunzionamento. 
I campioni sono stati raccolti in contenitori sigillati all'interno della Sample Return Capsule. Al termine della fase scientifica, Hayabusa 2 ha attivato i propulsori per cambiare orbita e tornare a Terra. Durante il flyby terrestre, avvenuto a dicembre 2020, la sonda ha rilasciato la capsula con i campioni, che è entrata nell'atmosfera ed è atterrata in Australia il 5 dicembre 2020. 
In seguito, nella fase estesa della missione, la sonda ha modificato la sua traiettoria per dirigersi verso altri asteroidi. Attualmente è in rotta verso (98943) 2001 CC21, ed è previsto che effettuerà un flyby a luglio 2026. Successivamente farà un rendezvous con l'asteroide 1998 KY26 a luglio 2031.

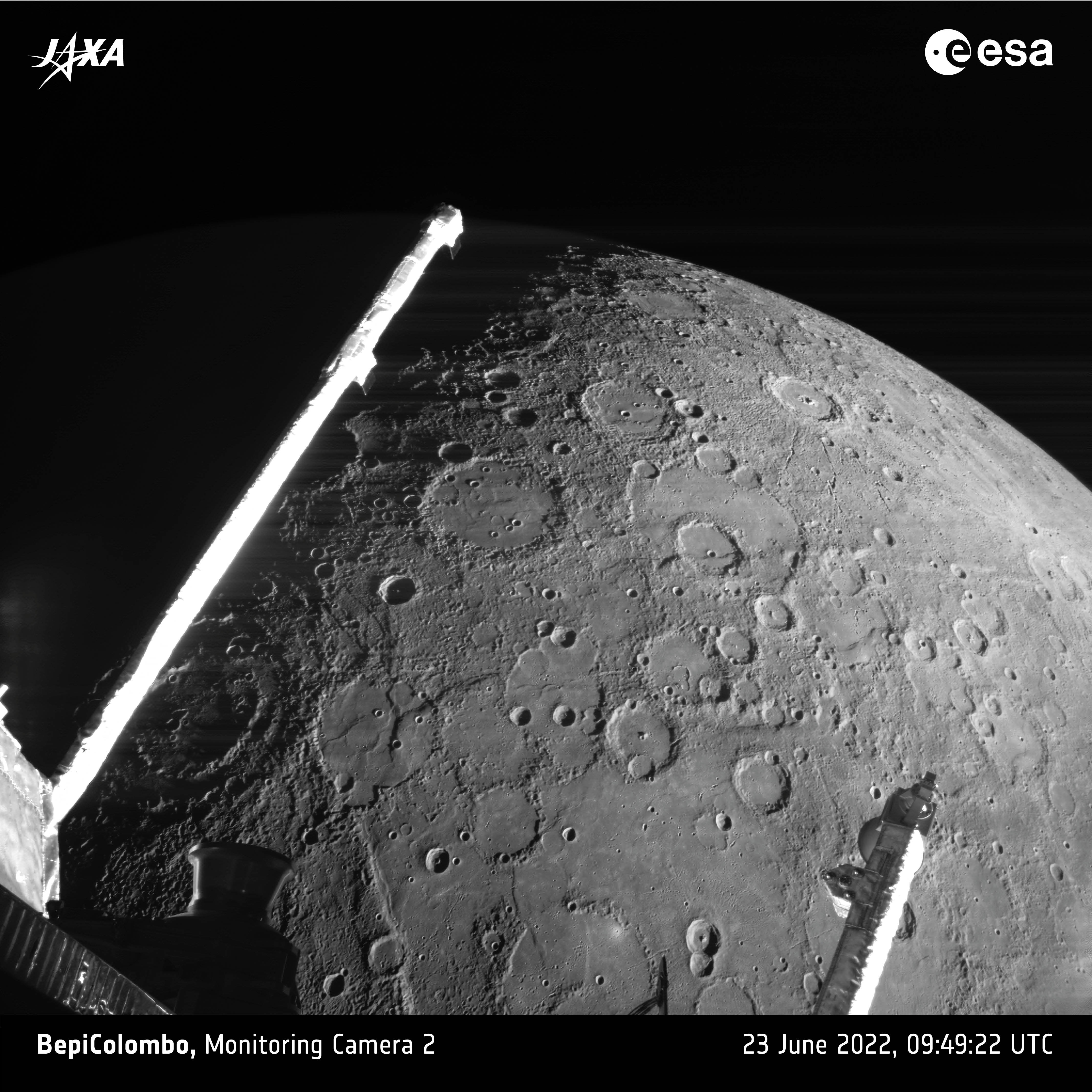
Il pianeta Mercurio ripreso dalla sonda BepiColombo

BepiColombo è una missione congiunta con l'agenzia spaziale europea ESA verso il pianeta Mercurio. La sonda è stata lanciata ad ottobre 2018 ed è previsto che entri in orbita attorno a Mercurio a dicembre 2025, quando si separerà in due orbiter indipendenti chiamati Mercury Planetary Orbiter (MPO) e Mercury Magnetospheric Orbiter (MMO). La missione ha diversi obiettivi, tra cui lo studio dell'origine e l'evoluzione del pianeta, la sua struttura, la geologia, la composizione e i suoi crateri. Gli orbiter misureranno la composizione dell'esosfera, la struttura e la dinamica della magnetosfera.
Il Mercury Planet Orbiter, costruito dall'ESA, trasporta 11 strumenti, tra cui camere, diversi spettrometri (infrarosso, ultravioletto, raggi X, raggi gamma), un radiometro, un altimetro laser, un magnetometro, degli analizzatori di particelle, un accelerometro e i transponder in banda Ka. 
Il Mercury Magnetospheric Orbiter, costruito dalla JAXA, trasporta strumenti per lo studio delle particelle del pianeta, della magnetosfera e del vento solare, la misurazione delle polveri e lo studio delle onde elettromagnetiche.
Lo Smart Lander for Investigating Moon (SLIM) è un lander lunare, il primo sviluppato dall'agenzia spaziale giapponese, per la dimostrazione di una tecnologia in grado di effettuare atterraggi di precisione. Durante la discesa, il lander utilizza un sistema di riconoscimento del terreno che identifica i crateri per giungere con un margine di errore di 100 m nel punto fissato di atterraggio. In paragone, il modulo lunare Eagle della missione Apollo 11 aveva un margine di 20 km. La scelta del sito è ricaduta sulle colline di Marius, dove è presente una cavità larga centinaia di metri che è collegata ad un tunnel di lava sotto la superficie. I dati del terreno lunare provengono dal precedente orbiter Kaguya. Il lander è stato lanciato il 6 settembre 2023 ed è allunato il 20 gennaio 2024, rendendo così il Giappone il quinto paese che è riuscito a effettuare un atterraggio morbido sul suolo lunare, dopo Stati Uniti, Unione Sovietica, Cina e India.
La missione Jupiter Icy Moons Explorer (JUICE) è stata sviluppata dall'agenzia spaziale europea con l'obiettivo di studiare le lune galileiane Ganimede, Callisto ed Europa. L'orbiter, lanciato nel 2023, giungerà nel sistema gioviano nel 2031, con un flyby di Ganimede che lo porterà in orbita attorno a Giove. Di seguito effettuerà dei flyby di Europa nel 2032, e poi entrerà nell'orbita di Ganimede a dicembre 2034. L'agenzia spaziale giapponese contribuisce con diversi strumenti scientifici tra cui il Sub-millimeter Wave Instrument, uno spettrometro che studierà la stratosfera e la troposfera di Giove e le esosfere e le superfici dei suoi satelliti, il Particle Environment Package, costituito da sei sensori per lo studio della magnetosfera gioviana e l'interazione con le lune, il Ganymede Laser Altimeter, un altimetro laser per lo studio della topografia ed infine il Radio and Plasma Wave Investigation, che osserverà il plasma e le emissioni radar nei pressi della veicolo spaziale attraverso quattro sonde di Langmuir.
Hakuto-R Mission 2 è la seconda missione commerciale da parte dell'azienda ispace. Il Series 2 Lander, battezzato Resilience, è simile a quello della missione precedente ma con modifiche e miglioramenti al software. Tra i payload è incluso un micro rover chiamato Tenacious e sviluppato dalla stessa ispace.. Il lancio è avvenuto a gennaio 2025.

### Missioni future
Martian Moons eXploration (MMX) è una missione per riportare a Terra campioni raccolti dalla superficie di Fobos. La sonda entrerà inizialmente in orbita attorno a Marte raccogliendo dati sul suo clima e successivamente si sposterà per intercettare la luna marziana, dove atterrerà. Dopo aver raccolto alcuni campioni, almeno 10 grammi di regolite, decollerà per effettuare diversi flyby di Deimos. Successivamente invierà i campioni attraverso il Return Module, che arriverà sulla Terra cinque anni dopo. 
I dati raccolti determineranno se i satelliti sono astroidi catturati dalla gravità del pianeta o il risultato di un impatto di un grande oggetto con il pianeta rosso. La missione è sviluppata dall'agenzia giapponese in collaborazione con NASA, ESA e CNES, che contribuiranno con alcuni strumenti scientifici. Il lancio è previsto per il 2026.
La missione Demonstration and Experiment of Space Technology for INterplanetary voYage with Phaethon fLyby and dUst Science (DESTINY+) osserverà l'asteroide 3200 Phaethon, dimostrando il funzionamento di diverse tecnologie per future esplorazioni. Il lancio, inizialmente previsto nel 2024 tramite un lanciatore Epsilon S in orbita terrestre bassa, è stato successivamente pianificato per il 2028 con il H3. Successivamente effettuerà un flyby lunare che la accelererà verso un'orbita interplanetaria. Durante il viaggio si avvicinerà a diversi oggetti near-Earth. Lo scopo della missione, oltre all'osservazione di 3200 Phaethon, consiste nella dimostrazione di pannelli solari innovativi. 
La sonda utilizzerà quattro propulsori ionici, come quelli impiegati delle sonde Hayabusa e Hayabusa 2.
Il Lunar Polar Exploration Mission (LUPEX) è una missione di esplorazione della regione polare sud della Luna, sviluppata dalla Indian Space Research Organisation e dall'agenzia spaziale giapponese. 
La sonda, costituita da un lander e un rover sarà lanciata nel 2028 con il nuovo lanciatore H3. L'atterraggio di precisione avverrà con la stessa tecnica che sarà stata dimostrata valida nella precedente missione SLIM. La JAXA svilupperà il rover, mentre l'agenzia indiana il lander.
Comet Interceptor è una missione sviluppata dall'agenzia spaziale europea in collaborazione con l'agenzia giapponese il cui lancio è previsto per il 2029. È costituita da una sonda che verrà inviata in un'orbita halo nel punto di Lagrange L2 dove attenderà per tre anni l'arrivo di una cometa di lungo periodo. Una volta identificata, la sonda attiverà il propulsore per effettuare un flyby. 
Di fatto, la sonda verrà parcheggiata in attesa della scoperta di una cometa. Quelle a lungo periodo provengono dalla nube di Oort ed hanno delle orbite eccentriche con periodi che vanno da 200 a migliaia di anni. Vengono scoperte solo qualche mese prima che attraversino il Sistema solare interno e tornino verso il sistema esterno. Questo breve lasso di tempo che intercorre tra la scoperta e il transito nei pressi della Terra impedisce la pianificazione di una missione ad hoc per l'esplorazione della cometa. Per questo motivo si è pensato di "parcheggiare" la sonda nel punto di Lagrange e tenerla in attesa della scoperta della cometa.
La sonda conterrà due piccole sonde, chiamate B1 e B2 che si avvicineranno all'oggetto celeste e effettueranno delle analisi della sua chioma. Saranno inoltre misurati il flusso di polveri, la composizione dei gas, la densità, i campi magnetici e le interazioni con il vento solare. I dati serviranno per costruire una mappa tridimensionale della regione che circonda la cometa.
JAXA contribuirà allo sviluppo della sonda B1, che conterrà diversi strumenti scientifici: l'Hydrogen Imager che studierà nell'ultravioletto la nube di idrogeno della chioma, il Plasma Suite che osserverà i gas ionizzati e il campo magnetico nei pressi della cometa, e il Wide Angle Camera per la ripresa di immagini del nucleo.

## Telescopi

### Storia
Il satellite Hakucho (CORSA-B) è stato il primo telescopio a raggi X. Sviluppato dall'Istituto dello spazio e delle scienza astronautiche, è stato lanciato a febbraio 1979 con un lanciatore M-3C. Le sue osservazioni hanno permesso di scoprire diverse sorgenti di X-Ray Burst, causate da stelle binarie a raggi X che generano rapidi incrementi nella loro luminosità particolarmente nella banda dei raggi X dello spettro elettromagnetico. Sono state osservate diverse pulsar a raggi X e altre sorgenti che esibiscono oscillazioni quasi-periodiche.
Il telescopio a raggi X Hinotori (ASTRO-A) è stato sviluppato dall'Istituto dello Spazio e delle scienze Astronautiche, con lo scopo di studiare i brillamenti solari durante le fasi di massimo solare
. Il primo della serie Advanced Satellite for Cosmology and Astrophysics, è stato lanciato a febbraio 1981 tramite un lanciatore M-3S. Ha terminato la sua missione con successo ed è stato fatto rientrare nell'atmosfera a luglio 1991.
Tenma (ASTRO-B) è stato un telescopio a raggi X lanciato a febbraio 1983 su un lanciatore M-3S. L'anno successivo un malfunzionamento delle batterie ha causato una limitazione della sua operatività. Altri problemi hanno portato a terminare le sue operazioni nel 1985. È rientrato nell'atmosfera a gennaio 1989S.
Ginga (ASTRO-C) è stato il terzo telescopio a raggi X giapponese, dopo Hakucho e Tenma (Hinotori è considerato un satellite per lo studio del Sole), lanciato a febbraio 1987 tramite un lanciatore M-S II. Lo strumento primario era un contatore proporzionale per la rivelazione di raggi X a largo campo (con energie da 1,5 a 37 keV). Poco dopo il lancio, il satellite ha osservato i raggi X prodotti dalla supernova SN 1987a nella Grande Nube di Magellano, la prima ad essere osservata dopo quattro secoli. Ha terminato la sua missione nel novembre 1991.
Yohkoh (SOLAR-A) era un osservatorio solare sviluppato dall'Istituto dello Spazio e delle scienze Astronautiche, in collaborazione con le agenzie spaziali degli Stati Uniti e del Regno Unito, ed è stato lanciato in orbita ad agosto 1991 da un lanciatore M-3S II. Gli strumenti di bordo erano un telescopio per raggi X molli, un telescopio per raggi X duri (da 14 a 93 keV), uno spettrometro a cristallo di Bragg e uno spettrometro a banda larga (da 3 keV a 100 MeV). Dopo più di dieci anni di osservazioni ha concluso con successo la sua missione ad aprile 2004.
L'Advanced Satellite for Cosmology and Astrophysics (ASTRO-D) era il quarto telescopio a raggi X, e come il precedente Yohkoh è stato sviluppato dall'Istituto dello Spazio e delle scienze Astronautiche in collaborazione con gli Stati Uniti. È stato lanciato a febbraio 1993 e ha condotto osservazioni per sette anni, fino alla sua disattivazione a causa di una tempesta geomagnetica. La grande mole di dati raccolta tramite due spettrometri a stato solido e due contatori a scintillazione, tra cui le emissioni di raggi X della supernova SN 1993j è stata resa pubblica e ha contribuito a più di 1000 pubblicazioni scientifiche.
Haruka (MUSES-B), o Highly Advanced Laboratory for Communications and Astronomy (HALCA) era un radiotelescopio satellitare che è stato usato per osservazioni tramite VLBI. Lanciato a febbraio 1997, tramite la sua antenna di 8 metri di diametro ha effettuato osservazioni nelle bande di 1,6 GHz e 5,0 GHz. La sua missione, terminata nel 2003, sarebbe stata estesa con il satellite ASTRO-G, ma il progetto non è stato realizzato. I principali risultati scientifici di HALCA sono state le osservazioni di maser e pulsar a 1,6 GHz, e osservazione tramite VLBI di quasar e radiogalassie assieme alla rete di radiotelescopi a terra. Con tale tecnica, usata per la prima volta nello spazio, è stato creato un radiotelescopio virtuale con una apertura di 30000 km.
Suzaku (ASTRO E II) ha sostituito il satellite ASTRO-E, il quale non ha raggiunto l'orbita terrestre a causa di un malfunzionamento del lanciatore ed è precipitato nell'oceano indiano. Suzaku era un telescopio a raggi X sviluppato dall'Istituto dello Spazio e delle scienze Astronautiche in collaborazione con il Goddard Space Flight Center. È stato lanciato a luglio 2005. L'obiettivo della missione era l'osservazione di sorgenti a raggi X ad alta energia come supernove, buchi neri e cluster galattici. Le energie rilevabili dai suoi strumenti variavano dai raggi X molli fino ai raggi gamma (0,3 - 600 keV). La missione è terminata con successo dieci anni più tardi.
Il telescopio ad infrarosso Akari (ASTRO-F) è stato sviluppato dalla Agenzia per l'esplorazione aerospaziale giapponese e lanciato a febbraio 2006. Scopo della missione era la mappatura dell'intera volta celeste nell'infrarosso, tramite un riflettore Ritchey-Chrétien con apertura di 68,5 cm. I sensori erano suddivisi in IRC (camera ad infrarosso vicino e medio), costituita da tre sensori alle lunghezze d'onda tra 1,7 e 25,6 μm e FIS (Far-Infrared Surveyor, camera per l'infrarosso lontano), costituito da due sensori operanti da 50 a 180 μm. L'elio liquido, che raffreddava i sensori dell'infrarosso medio e lontano ad una temperatura di 6 °K si è esaurito per un malfunzionamento ad agosto 2007. La sonda ha continuato le osservazioni nell'infrarosso vicino. La missione è terminata a novembre 2011.
Il satellite a raggi X Hitomi (ASTRO-H), noto anche come New X-Ray Telescope (NeXT) è stato lanciato il 17 febbraio 2016. Era stato progettato per lo studio dei processi ad alta energia (superiori a 10 keV), estendendo le osservazioni del precedente satellite ASCA. Tuttavia a marzo 2016 si sono persi i contatti.

### Telescopi spaziali

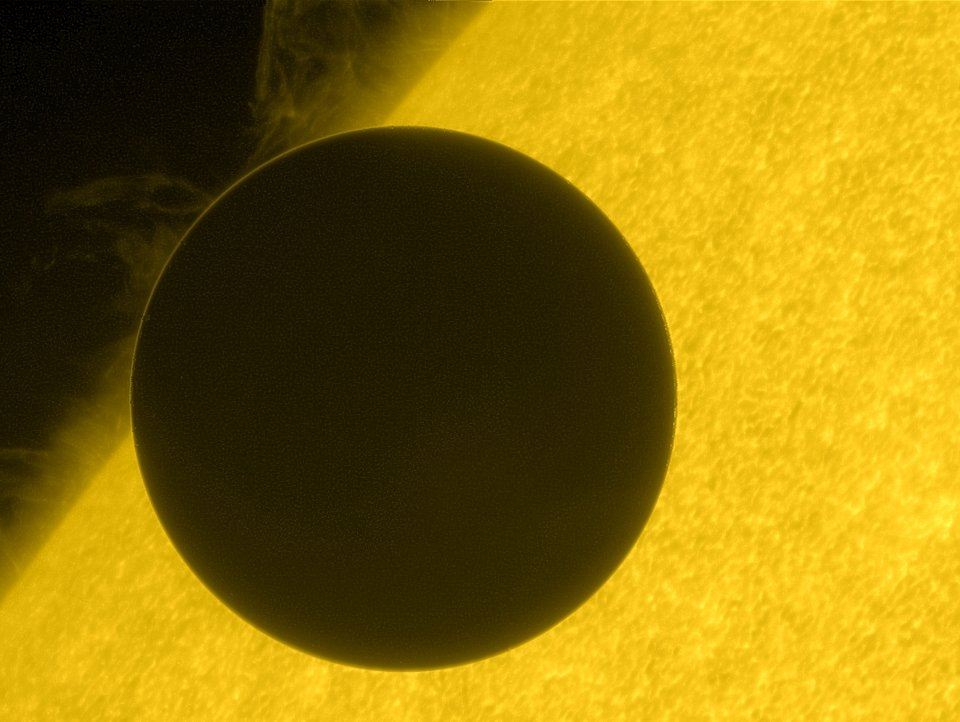
Il transito di Venere sul Sole del 2012 ripreso dal telescopio Hinode

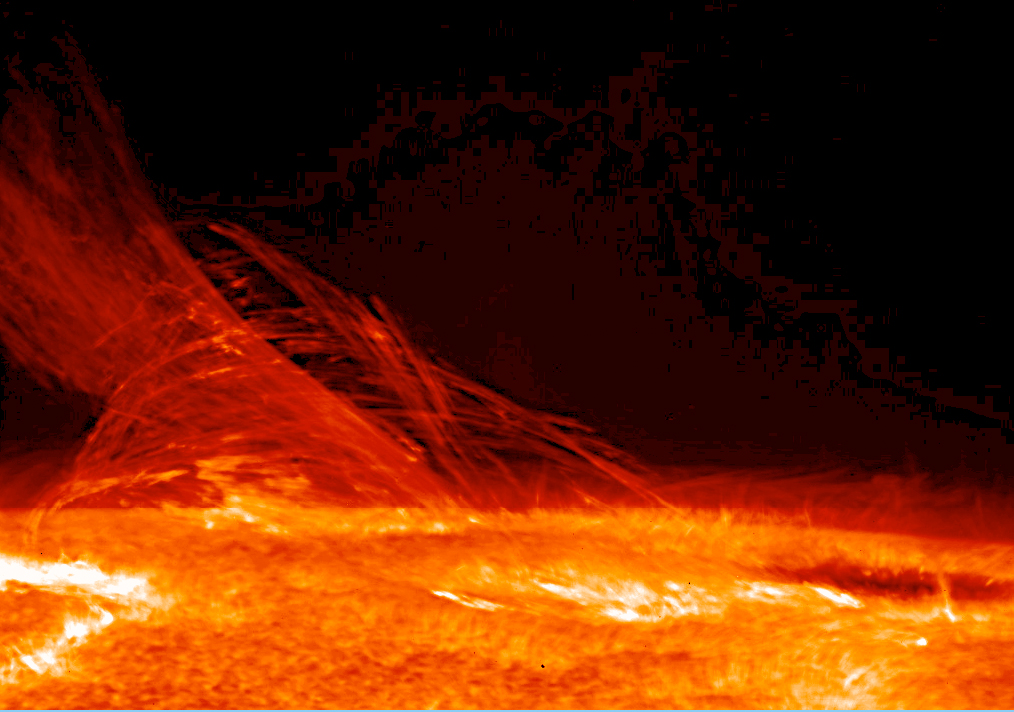
Brillamento solare ripreso dal telescopio Hinode

Il telescopio solare Hinode (SOLAR-B) è stato sviluppato in collaborazione con gli Stati Uniti e il Regno Unito. Successore della sonda Yohkoh, è stato lanciato a settembre 2006 in orbita eliosincrona, in modo da poter osservare il Sole in modo quasi continuativo. La missione, della durata pianificata di tre anni, ha lo scopo di studiare il campo magnetico solare attraverso strumenti che osservavano nella luce visibile, nell'ultravioletto estremo e nei raggi X. I dati raccolti potranno migliorare la comprensione dei meccanismi che regolano l'atmosfera solare e le eruzioni.
Il satellite Hisaki, noto anche come Spectroscopic Planet Observatory for Recognition of Interaction of Atmosphere (SPRINT-A), è un telescopio ultravioletto. La sua missione è iniziata a settembre 2013 con il volo inaugurale del nuovo lanciatore Epsilon. Tra la strumentazione è presente uno spettrometro nell'ultravioletto estremo per lo studio della composizione delle atmosfere e della magnetosfera dei pianeti del sistema solare. Ad ottobre 2020 ha effettuato osservazioni congiunte con la sonda BepiColombo durante il suo flyby di Venere. Attualmente sta conducendo osservazioni assieme all'orbiter Juno.
Il X-Ray Imaging and Spectroscopy Mission (XRISM) è un telescopio a raggi X satellitare che ha lo scopo di studiare la formazione della struttura dell'universo, i flussi in uscita alimentati dai nuclei galattici attivi, e la materia oscura. Lanciato il 6 settembre 2023 assieme al lander lunare SLIM, costituisce il primo telescopio di nuova generazione dell'astronomia a raggi X.

### Telescopi spaziali futuri
Lo Spektr-UV, noto anche come World Space Observatory-Ultraviolet, è un telescopio spaziale ad ultravioletti (con lunghezze d'onda comprese tra 115 e 315 nm) sviluppato dall'agenzia spaziale russa. Il lancio è previsto per il 2030. L'agenzia giapponese contribuisce alla missione fornendo lo spettrografo WSO-UV, dedicato all'osservazione di esopianeti simili alla Terra.
Il Lite (Light) satellite for the studies of B-mode polarization and Inflation from cosmic background Radiation Detection (LiteBIRD) è un piccolo osservatorio spaziale dedicato al rilevamento di onde gravitazionali primordiali sotto forma di schemi di polarizzazione della radiazione cosmica di fondo detti modi B. La missione è prevista nel 2028, quando il satellite sarà inviato per mezzo del nuovo lanciatore H3, nel punto di Lagrange L2 del sistema Sole-Terra. Le misurazioni avverranno tramite due radiotelescopi. Il Low Frequency Telescope (LFT) coprirà le frequenze tra 40 e 235 GHz, mentre l'High Frequency Telescope (HFT) effettuerà rilevamenti tra 280 e 400 GHz.
Il Nano-Japan Astrometry Satellite Mission for Infrared Exploration (Nano-JASMINE) è un microsatellite sviluppato dall'Osservatorio astronomico nazionale del Giappone in collaborazione con l'Università di Tokyo. Dotato di un telescopio Ritchey-Chrétien all'infrarosso, effettuerà osservazioni del centro della Via Lattea.

## Osservazione della Terra

### Storia
Il satellite Denpa, noto in precedenza come Radiation EXperiments Satellite (REXS) è stato lanciato a febbraio 1972 ed era stato progettato per condurre misurazioni della magnetosfera terrestre. Tuttavia ha malfunzionato subito dopo il lancio.
Nel 1978 sono stati lanciati i primi due satelliti della serie EXOspheric Satellite (EXOS), chiamati Kyokko (EXOS-A) e Jikiken (EXOS-B), come contributo giapponese al progetto internazionale per lo studio della magnetosfera (International Magnetospheric Study). Kyokko ha prodotto le prime immagini nell'ultravioletto (130 nm) delle aurore, e ha misurato la densità, la temperatura e la composizione del plasma. Jikiken ha compiuto osservazione nella regione compresa tra la plasmasfera e la magnetosfera profonda, tra 60000 e 70000 km di distanza dalla Terra. Le misurazioni hanno riguardato anche le interazioni del plasma ionosferico nella anomalia del Sud Atlantico.
Ohzora (EXOS-C) è stato lanciato nel 1984, e ha condotto per quattro anni ricerche sull'atmosfera terrestre e sull'ambiente elettromagnetico, in particolare lo spettro di assorbimento della luce solare dovuto all'atmosfera, e ha misurato le particelle ad alta energia presenti sopra le regioni polari e l'anomalia del Sud Atlantico.
Il satellite Akebono (EXOS-D) è stato l'ultimo della serie EXOS. Tra le varie osservazioni, ha misurato il flusso di ioni nella ionosfera polare, la struttura termica della plasmasfera a bassa altitudine, la sua densità durante le tempeste magnetiche e le variazioni a lungo termine delle particelle nella fascia di radiazioni.
Fuyo-1 (JERS-1) era un satellite lanciato nel 1992 per l'acquisizione di dati tramite un radar ad apertura sintetica. Gli obiettivi erano la creazione di mappe geologiche, l'osservazione dell'occupazione del suolo per l'agricoltura e le foreste, l'osservazione delle regioni costiere.
La Tropical Rainfall Measuring Mission (TRMM) era una missione congiunta con la NASA per il monitoraggio e lo studio delle precipitazioni tropicali. Faceva parte di una serie di studi della NASA chiamato "Mission to Planet Earth". Il satellite è stato lanciato nel 1997 e ha terminato la sua missione con successo nel 2015. Ha contribuito a migliorare la comprensione delle energie coinvolte nei cicli di precipitazioni delle regioni tropicali, il modo con cui esse influenzano la circolazione globale atmosferica e la loro variabilità. Ha ottenuto dati sulle distribuzioni delle piogge per migliorare i modelli climatici globali e la comprensione e la previsione del fenomeno di El Niño. L'agenzia spaziale giapponese ha contribuito con il Precipitation radar, il primo strumento satellitare per ottenere mappe tridimensionali delle tempeste, che operava ad una frequenza di 13,8 GHz e una risoluzione di 4,3 km.
I due satelliti Midori I e II sono stati lanciati rispettivamente nel 1997 e nel 2002. Chiamati Advanced Earth Observing Satellite (ADEOS), hanno misurato variazioni ambientali globali come le condizioni meteorologiche marittime, l'ozono atmosferico e i gas responsabili dei cambiamenti climatici.
Nel 2006 è stato lanciato il primo satellite della serie Advanced Land Observation Satellite (ALOS), chiamato Daichi. I suoi obiettivi comprendevano la generazione di modelli digitali di elevazione, la misurazione delle risorse naturali, lo sviluppo di tecnologie per future missioni di osservazione della Terra e il monitoraggio dei luoghi colpiti da disastri. Ad esempio, la JAXA ha utilizzato questo satellite per monitorare le regioni colpite dal terremoto del 2011. Gli strumenti impiegati erano il Phased Array L-band Synthetic Aperture Radar (PALSAR), un radar ad apertura sintetica, il Panchromatic Remote-sensing Instrument for Stereo Mapping (PRISM), un radiometro pancromatico con risoluzione di 2,5 m per i modelli di elevazione e un ulteriore radiometro con risoluzione di 10 m.

### Programmi in corso
GeoTail è un satellite sviluppato con il contributo della NASA e lanciato nel 1992 con un lanciatore Delta II. 
Lo scopo della missione è lo studio della struttura e le dinamiche della lunga regione di coda della magnetosfera detta coda magnetica presente nel lato notturno della Terra. La magnetosfera viene compressa e confinata dal vento solare, creando una lunga cosa. Essa assorbe continuamente energia dal Sole creando aurore nella ionosfera polare. Gli strumenti di bordo misurano gli elettroni ad alta e bassa energia, il campo elettrico e magnetico e il plasma. Sebbene tecnicamente non faccia parte di una missione planetaria, la sua orbita molto ellittica ha permesso di effettuare numerosi flyby lunari. 
Trent'anni dopo il suo lancio, il satellite continua ad essere operativo.
Aqua è un satellite sviluppato dalla NASA, e parte del programma Earth Observing System dell'agenzia statunitense. Lanciato nel 2002, ha lo scopo di studiare il ciclo dell'acqua. La NASDA ha contribuito alla missione fornendo lo strumento Advanced Microwave Scanning Radiometer for the Earth Observing System (AMSR-E), il quale rileva i processi che influenzano il clima e la meteorologia, tra cui le precipitazioni, il vapore acqueo oceanico, le nubi, la velocità dei venti nei pressi della superficie, la temperatura dei mari, l'umidità del suolo, la copertura nevosa e i parametri del ghiaccio.
Il satellite Ibuki, chiamato Greenhouse Gases Observing Satellite (GOSAT), lanciato a gennaio 2009, è il primo ad essere dedicato completamente al monitoraggio dei gas serra. L'obiettivo è la misurazione delle densità di anidride carbonica e metano a livello globale in 56000 punti della superficie terrestre. Compiendo un'intera orbita in circa 100 minuti, il satellite effettua una misurazione in ognuno dei punti di osservazione ogni tre giorni. 
Il successore Ibuki 2 (Greenhouse Gases Observing Satellite 2 - GOSAT-2) è stato lanciato nel 2018, contiene spettrometri con maggiore risoluzione ed è in grado di rilevare anche le emissioni di monossido di carbonio.
La missione Global Change Observation Mission (GCOM) è un progetto di osservazione di vari dati geofisici. Il primo satellite, chiamato Shizuku (GCOM-Water), lanciato a maggio 2012, utilizza un radiometro a microonde per misurare le precipitazioni, il vapore acqueo, la velocità dei venti sugli oceani, la temperatura dell'acqua dei mari, l'altezza della neve. Il secondo satellite, Shikisai (GCOM-Climate 1), lanciato nel 2017, rileva i cambiamenti climatici osservando la superficie e l'atmosfera terrestre. Impiega un radiometro ottico per ottenere dati relativi al ciclo del carbonio e al bilancio energetico Sole-Terra.
Daichi-2 (Advanced Land Observing Satellite 2 - ALOS 2) è il successore di Daichi e il secondo della serie di satelliti ALOS. Lanciato nel 2014, anch'esso contribuisce alle osservazioni ad alta risoluzione per il monitoraggio di zone colpite da disastri, le aree coltivate e il monitoraggio delle foreste tropicali per mezzo del radar a microonde L-band Synthetic Aperture Radar-2 (PALSAR-2) a frequenza 1,2 GHz, evoluzione del radar PALSAR impiegato nel predecessore.
Il successivo Daichi-3, lanciato nel volo inaugurale del vettore H3, è stato perso a causa di un guasto al secondo stadio.. La serie dei satelliti ALOS è stata espansa nel 2024 con il lancio del satellite Daichi 4 (ALOS 4).
La missione Global Precipitation Measurement (GPM) è uno sforzo congiunto con la NASA per la misurazione globale delle precipitazioni. Il satellite GPM Core Observatory è stato lanciato nel 2014, ed è equipaggiato con il Dual-frequency Precipitation Radar (DPR) e il GPM Microwave Imager (GMI). Il DPR misura le precipitazioni in tre dimensioni attraverso un radar in banda Ka a 35,5 GHz, e un radar in banda Ku a 13,6 GHz. Il GMI è un radiometro a microonde. Questi dati permettono ai ricercatori di migliorare le previsioni di eventi estremi e i modelli climatici. La missione può essere considerata una estensione della precedente Tropical Rainfall Measurement Mission, che ha rilevato le precipitazioni nei tropici. L'orbita del GPM Core Observatory è compresa tra le latitudini 65°N e 65°S, e permette di effettuare misurazioni del 90% della superficie terrestre, tra il circolo polare artico e quello antartico.
Arase (Exploration of energization and Radiation in Geospace - ERG), è un satellite lanciato nel 2016 per lo studio delle fasce di Van Allen. Lo scopo del progetto consiste nell'osservazione dei meccanismi di generazione e assorbimento degli elettroni ad alta energia (superiore a 1 Mev) contenuti nella fascia di radiazioni.
La costellazione di satelliti Geostationary Meteorological Satellites (GMS), chiamati Himawari, sono utilizzati per le previsioni e le ricerche meteorologiche e il tracciamento dei cicloni tropicali. Il lancio del primo satellite Hiwamari 1 (GMS-1) è avvenuto nel 1977. Attualmente sono operativi i satelliti Hiwamari 8 e Hiwamari 9, lanciati rispettivamente nel 2014 e nel 2016.
La missione EarthCARE (Earth Cloud, Aerosol and Radiation Explorer), parte dell'Earth Explorer Programme, è un progetto dell'agenzia spaziale europea in collaborazione con quella giapponese. L'obiettivo scientifico è l'osservazione e la caratterizzazione delle nubi, degli aerosol, la misurazione della radiazione solare riflessa e della radiazione infrarossa emessa dalla superficie e dall'atmosfera terrestre. Il lancio è avvenuto a maggio 2024.

## Telecomunicazioni

### Storia
Il Communications and Broadcasting Experimental Test Satellite (COMETS), chiamato Kakehashi è stato lanciato nel 1998 in orbita geostazionaria per sperimentare tecnologie di ritrasmissione dati provenienti da altri satelliti verso stazioni di Terra.
Il Data Relay Test Satellite (DRTS), chiamato Kodama, aveva l'obiettivo di ritrasmettere dati in tempo reale tra satelliti e le stazioni a terra. Lanciato il 4 settembre 2002 con un lanciatore H-IIA, che lo ha portato su un'orbita geostazionaria a 36000 km, possedeva una antenna per la ricezione dei dati da altri satelliti e una antenna per la trasmissione a Terra. Nel test, condotto in collaborazione con l'agenzia spaziale europea a settembre 2006, ha stabilito una connessione con il satellite ESA Envisat, che si trovava ad una altezza di 800 km, ritrasmettendo dei dati provenienti da quest'ultimo al centro spaziale di Tsukuba. 
Ad ottobre 2009 ha ritrasmesso con successo i dati provenienti dal satellite Advanced Land Observation Satellite Daichi. La trasmissione in banda Ka tra i satelliti ha raggiunto una velocità di 278 Mbps.
Il satellite Optical Inter-orbit Communications Engineering Test Satellite (OICETS), chiamato Kirari è stato lanciato ad agosto 2005 dal cosmodromo di Bajkonur tramite un lanciatore Dnepr. Il suo scopo era di provare la trasmissione via ottica in orbita, in collaborazione con l'agenzia spaziale europea. Questo tipo di trasmissioni ha il vantaggio di permettere velocità maggiori rispetto ai collegamenti radio tradizionali, e di non avere nessuna interferenza con questi ultimi, ma necessita di un puntamento molto preciso tra trasmettitore e ricevitore. 
A dicembre 2005 il satellite Kirari, in orbita terrestre bassa, ha stabilito una trasmissione dati bidirezionale con il satellite ESA Artemis, in orbita geostazionaria, mentre si muovevano ad una velocità relativa di diversi chilometri al secondo. La distanza tra due satelliti in tali orbite può raggiungere i 40000 km. A giugno 2006 ha stabilito un collegamento dati bidirezionale via laser con una stazione di terra mobile del centro aerospaziale tedesco e con una stazione simile dell'Istituto nazionale delle tecnologie dell'informazione e delle comunicazioni giapponese. La missione è terminata con successo a settembre 2009.
Il satellite Wideband InterNetworking engineering test and Demonstration Satellite (WINDS), chiamato Kizuna, è stato lanciato il 23 febbraio 2008 dal centro spaziale di Tanegashima con in lanciatore H-IIA. A giugno ha iniziato la fase operativa, con un test di trasmissione dati ad una velocità di 1,2 Gbps, stabilendo il primato di trasmissioni dati via satellite. A novembre è stato condotto un esperimento nel quale il satellite ha ritrasmesso immagini e video ad alta definizione della Luna ripresi dalla sonda Kaguya contemporaneamente (modalità multicast) alle stazioni del National Electronics and Computer Technology Center in Thailandia e dell'Advanced Science and Technology Institute nelle Filippine. 
Durante l'Eclissi totale di Sole del 22 luglio 2009, l'Osservatorio Astronomico Nazionale del Giappone, la Japan Broadcasting Corporation e l'Istituto Nazionale delle Tecnologie dell'Informazione e della Comunicazione giapponese hanno utilizzato il satellite per trasmettere in diretta le immagini ad alta definizione riprese dalle isole di Iwo Jima e Chichi-jima. A settembre 2009 è stata condotta una simulazione per le telecomunicazioni in caso di emergenza, nella quale il satellite Kizuna ha trasmesso immagini ad alta definizione riprese dal satellite Advanced Land Observing Satellite Daichi. Altri esperimenti compiuti nel 2010 comprendevano la ritrasmissione in tempo reale di immagini ad alta definizione riprese da un piccolo drone sottomarino impiegato per lo studio dell'ecosistema marino tramite una nave da ricerca e un test per dimostrare le trasmissioni di immagini per la telemedicina. 
Nei giorni successivi al terremoto del Tōhoku del 2011, l'Istituto nazionale delle tecnologie dell'informazione e delle comunicazioni ha impiegato il satellite per fornire servizi di videoconferenza e voice over IP e RadioLAN nelle zone colpite, nelle quali le stazioni per le telecomunicazioni erano state danneggiate. Kizuna ha terminato la missione operativa a marzo 2019.

### Programmi in corso
Il sistema satellitare Quasi-Zenith (QZSS) è una costellazione satellitare per il posizionamento compatibile con il sistema GPS statunitense. Quest'ultimo non è disponibile stabilmente in alcune zone montagnose o urbane dove il segnale è ostacolato da edifici, alberi ed altri oggetti.
L'obiettivo del QZSS è di migliorare il servizio GPS attraverso tre satelliti in orbita quasi-zenit e un satellite in orbita geostazionaria. In questo modo i satelliti si trovano, nelle regioni dell'estremo Oriente e dell'Oceania, sullo zenit. Questo permette di ridurre gli errori multipath causati dalla riflessione del segnale dovuta agli ostacoli. La compatibilità con il sistema GPS non richiede modifiche ai ricevitori esistenti nei navigatori satellitari e nei cellulari. Di fatto, l'effetto è analogo ad un aumento dei satelliti GPS disponibili, e comporta un miglioramento nella stabilità del servizio.
Il primo satellite QZSS-1, chiamato Michibiki-1, è stato lanciato l'11 settembre 2010 dal centro spaziale di Tanegashima tramite l'H-IIA. Nei mesi successivi sono state condotte verifiche e test dei sistemi e del segnale trasmesso. A giugno 2011 ha iniziato a trasmettere i segnali L1 C/A e L2C e il mese successivo i segnali aggiuntivi L1C e L5.
Nel 2017, completando la costellazione iniziale, sono stati lanciati i satelliti QZSS-2, 3 e 4 che forniscono ulteriori servizi tramite ricevitori dedicati. I satelliti hanno iniziato a fornire il servizio Sub-meter Level Augmentation Service (SLAS) tramite il segnale aggiuntivo L1S, in grado di superare gli errori di posizionamento causati dalla ionosfera, portando la precisione dai 10 metri del sistema GPS a qualche metro.
In caso di disastri, il servizio Satellite Report for Disaster and Crisis Management (DC Report) permette la diffusione di informazioni e allerte ai cittadini nel caso in cui le linee di telecomunicazione fossero danneggiate. 
Infine il Centimeter Level Augmentation Service (CLAS), fornito attraverso il segnale L6D, permette di raggiungere una precisione di 12 cm in orizzontale e 24 cm in verticale.
Nel 2021 il satellite QZSS-1, che aveva raggiunto il termine della sua operatività, è stato sostituito dal nuovo QZSS-1R, lanciato ad ottobre.

### Programmi futuri
La costellazione QZSS sarà espansa a sette satelliti per il 2025. In questo modo sarà possibile ricevere il segnale da quattro satelliti in ogni istante, e il sistema potrà operare come un servizio di posizionamento autonomo.

## Centri di ricerca e sedi

### Sede centrale e Centro Aerospaziale di Chofu

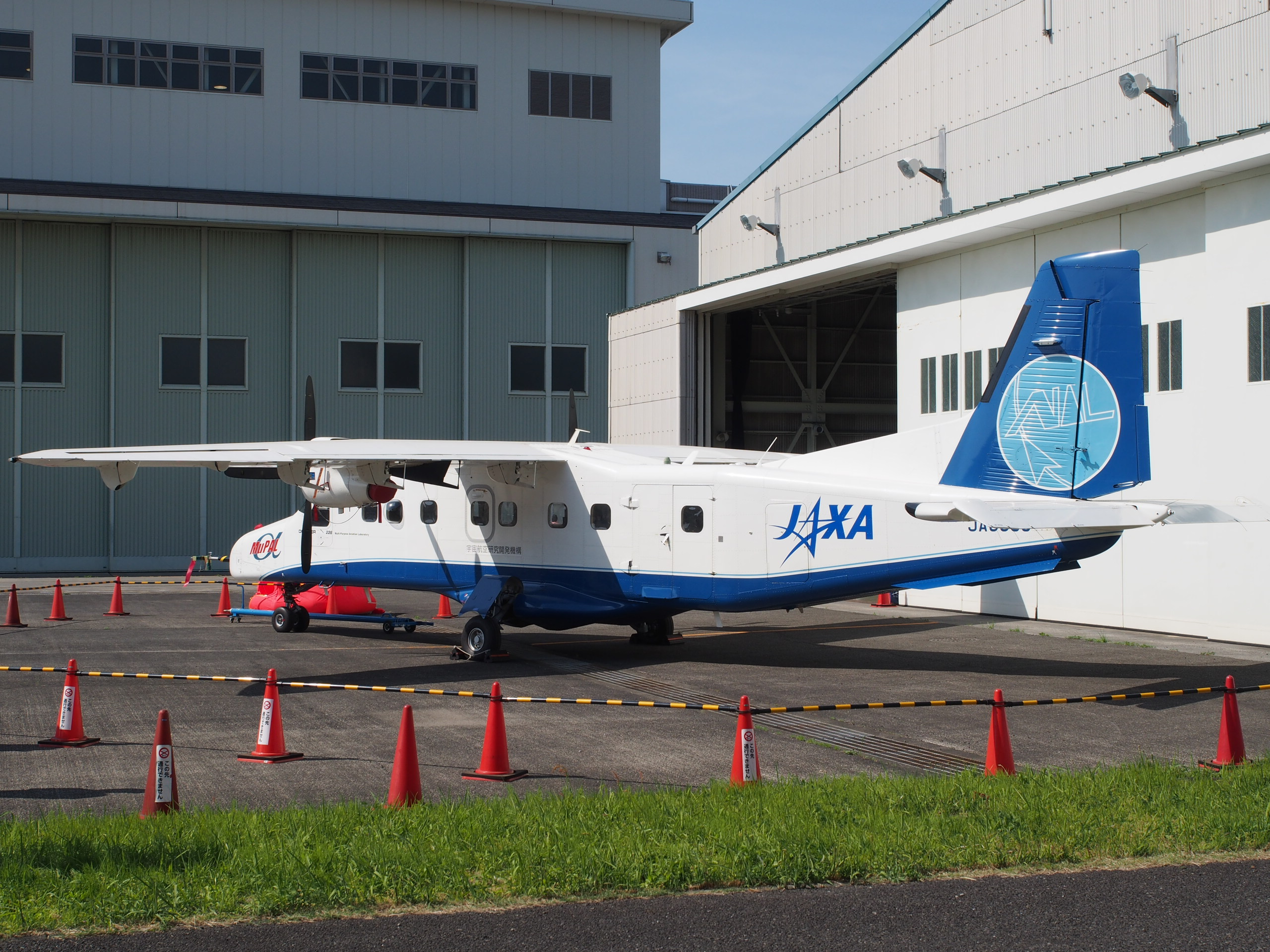
Il Multi-purpose Aviation Laboratory al centro aerospaziale di Chofu

La sede centrale è situata a Chōfu, Tokyo e opera come centro operativo per applicazioni satellitari.
Il Centro Aerospaziale di Chofu produce una gran parte della ricerca e sviluppo. In particolare, il centro è caratterizzato da attività di ricerca nell'aviazione, e ricopre un ruolo importante di supporto e guida dell'industria aeronautica giapponese. Le attività comprendono anche studi delle tecnologie aerospaziali. 
Per supportare queste attività sono presenti strutture di test specializzate come tunnel del vento, test di propulsori aeronautici, aerei sperimentali e supercomputer.

### Centro Spaziale di Tsukuba
Il Centro Spaziale di Tsukuba, situato nella città scientifica di Tsukuba, è stato aperto nel 1972. Il centro si dedica allo sviluppo e alla gestione delle operazioni satellitari, all'analisi dei dati raccolti dalle osservazioni. Gestisce il laboratorio Kibō della Stazione spaziale internazionale e l'addestramento degli astronauti.

### Campus di Sagamihara
Il Campus di Sagamihara promuove gli studi astronomici sull'attività solare, l'evoluzione della Luna, l'esplorazione planetaria, i buchi neri e le galassie. Comprende il campus principale dell'Istituto dello Spazio e delle Scienze Astronautiche, lo Space Education Center, le strutture per i test dello Space Exploration Innovation Hub e il laboratorio scientifico avanzato, dove sono sviluppati e testati i nuovi veicoli spaziali. Inoltre è un centro che agevola la comunicazione tra le istituzioni accademiche e i loro ricercatori.

### Centro spaziale di Tanegashima
Il Centro spaziale di Tanegashima è il maggiore complesso di lancio del Giappone, situato nella costa sudest di Tanegashima, nella prefettura di Kagoshima. Comprende il complesso di Yoshinobu, per il lancio dei vettori maggiori e le strutture per l'assemblaggio e il test dei veicoli spaziali. Nel centro sono condotte diverse operazioni, dall'assemblaggio dei lanciatori, alla manutenzione, ispezione, controlli finali dei satelliti, installazione dei satelliti nei lanciatori, e il loro tracciamento dopo il decollo.

### Centro spaziale di Uchinoura
Il Centro spaziale di Uchinoura si trova nella città di Kimotsuki, nella prefettura di Kagoshima, dove vengono lanciati razzi sonda e satelliti scientifici e si gestiscono le attività di tracciamento. Le attività principali comprendono la gestione dei dati ricevuti dai veicoli spaziali, e il personale proviene dal campus di Sagamihara e aziende private. Fondato nel 1962, ha lanciato più di 400 veicoli e circa 30 satelliti e sonde spaziali.

### Centro spaziale di Kakuda
Il Centro spaziale di Kakuda si trova nella città di Kakuda, e guida la ricerca e lo sviluppo nei motori a razzo. È stato creato dall'unione del Laboratorio di Propulsione Spaziale di Kakuda (precedentemente Laboratorio Aerospaziale Nazionale del Giappone) e del Centro di Propulsione di Kakuda (precedentemente Agenzia Nazionale per lo Sviluppo Spaziale). 
I sistemi di propulsione sviluppati e testati vanno dai motori a propellente liquido per il vettore H-IIA ai motori di apogeo per i satelliti e motori a propellente solido più piccoli.

### Centro di osservazione della Terra
Il Centro di osservazione della Terra, situato nella città di Hatoyama, è dedicato all'osservazione delle condizioni dell'ambiente terrestre attraverso i satelliti. È dotato di due grandi antenne paraboliche per la ricezione dei dati, che sono elaborati, memorizzati e distribuiti su richiesta a istituti di ricerca e università. Le applicazioni variano dallo studio dei fattori ambientali e delle risorse naturali al monitoraggio di eventi disastrosi.

### Centro di test di Noshiro
Il Centro di test di Noshiro è una struttura di ricerca affiliata alla JAXA, situata su una stretta striscia di territorio davanti al Mar del Giappone nella zona meridionale della città di Noshiro. È stato costruito nel 1962 e le sue attività comprendono il test statici di accensione dei motori a propellente solido utilizzati nei lanciatori di satelliti e di sonde spaziali, dei razzi della serie Mu e per razzi sonda lanciati dal centro di Uchinoura. Sono condotti test su propulsori ramjet, su piccoli veicoli equipaggiati con motori a ossigeno e idrogeno liquidi e sistemi di propulsione a N2O ed etanolo.

### Campo aerospaziale di Taiki
Il Centro di Ricerca aerospaziale di Taiki ha lo scopo di applicare la ricerca sulla tecnologia aerospaziale. È costituito da una pista di decollo lunga 1000 m da dove si eseguono test per esperimenti scientifici su palloni stratosferici, precedentemente condotti nel centro di Sanriku. È stata annunciata l'espansione del sito per trasformarlo nel futuro Spazioporto di Hokkaido.

### Centro spaziale di Usuda
Il Centro spaziale di Usuda è affiliato all'ISAS, e gestisce le telecomunicazioni con le sonde nello spazio profondo, ricevendo i dati delle osservazioni. Il sito, nella città di Saku, è stato scelto per la sua lontananza da fonti di rumore radio. Possiede una grande antenna parabolica da 64 m pesante 2000 t per le comunicazioni con le sonde spaziali in banda X e banda S. Antenne simili, anch'esse impiegate per il tracciamento e il controllo delle sonde, sono impiegate dalla NASA e dall'ESA.

### Stazioni per il tracciamento e le comunicazioni
Le stazioni per il tracciamento e le comunicazioni ricevono la telemetria dei veicoli spaziali per controllare la loro posizione, l'altezza e le funzioni della strumentazione interna. Inoltre inviano comandi per il loro controllo.
La stazione di Katsuura è stata costruita a febbraio 1968 a Katsuura nella prefettura di Chiba, come base principale per il tracciamento dell'allora Agenzia della Scienza e della Tecnologia, affiliata con l'Agenzia Nazionale per lo Sviluppo Spaziale. È fornita di quattro antenne paraboliche di 20, 13, 11 e 10 m.
La stazione di Masuda è stata costruita nel 1974 a Tanegashima, nella prefettura di Kagoshima, dall'Agenzia Nazionale per lo Sviluppo Spaziale. I segnali ricevuti dai veicoli spaziali sono trasmessi al Centro spaziale di Tsukuba. Inoltre, un radar traccia i lanciatori e riceve i loro segnali per monitorare l'andamento del lancio.
La stazione di Okinawa costruita nel febbraio 1968 dall'Agenzia Nazionale per lo Sviluppo Spaziale comprende due antenne paraboliche di 18 e 10 metri, e un'altra coppia di antenne da 7,6 metri.

### Stazione di Ogasawara
La stazione di Ogasawara, costruita nel 1975, è dotata con una antenna radar per verificare le traiettorie di volo, lo stato e la sicurezza dei lanciatori in partenza dal Centro spaziale di Tanegashima.

### Centro di ricerca del volo di Nagoya
Il centro di ricerca di Nagoya, adiacente all'aeroporto di Nagoya, è una base di ricerca e sviluppo per i test ad alta quota condotti tramite un aereo sperimentale. I test sono monitorati tramite una stazione di controllo. Il centro fornisce supporto tecnologico alle piccole e medie imprese.

### Altri centri
Il Centro regionale satellitare per la gestione dei disastri raccoglie e analizza i dati provenienti dai satelliti per la preparazione e la risposta ai disastri. I centri spaziali di monitoraggio di Kamisaibara e di Biesei seguono la posizione e la traiettoria di asteroidi in avvicinamento alla Terra, di satelliti non funzionanti, di componenti di lanciatori in orbita e di altri detriti spaziali.

### Uffici internazionali
JAXA possiede uffici internazionali a Washington, Houston, Parigi, Bangkok, Mosca.